# Старшина II статті
Старшина ІІ статті — військове звання у військово-морських силах Військово-Морських Силах ЗСУ та Морської охорони України, наймолодше звання старшинського складу. Також звання старшини ІІ статті присутнє в військово-морських силах інших держав. 
В  Військово-Морських Силах ЗСУ військове звання старшина ІІ статті молодше за рангом від звання старшина I статті, та старше від звання старший матрос.
У Сухопутних військах та Повітряних силах Збройних сил України це звання відповідає званню молодший сержант.

## Україна

### Звання вВійськово-Морських Силах Збройних Силах України
Збройні Сили України які були засновані у 1991 році внаслідок розпаду СРСР, з частини Чорноморського флоту ВМС СРСР перейняли радянський зразок військових звань, а також радянських знаків розрізнення. Серед військових звань старшинського складу були присутні звання: старшина ІІ статті, старшина І статті, головний старшина, головний корабельний старшина.
Знаками розрізнення старшини ІІ статті були дві стрічки на погоні (знаки розрізнення перейняті від Радянського флоту і які були введені в ній в 1943 році).

#### Зміни2009року
В 2009 році була зроблена спроба зміни знаків розрізнення військовослужбовців Збройних сил України.  Ці нововведення були спрямовані на наближення до стандартів НАТО. Стрічки на погонах солдатського, матроського, сержантського та старшинського складу повинні були замінені на знаки розрізнення у вигляді певної кількості кутів. Слід зауважити, що знаки розрізнення мічманів та прапорщиків повинні були наближені до сержантського складу (раніше мали знаки розрізнення подібні до офіцерів). Знаками розрізнення старшини ІІ статті за цими нововведеннями ставали два кути на погоні чи на нарукавній нашивці.  
Експериментальні знаки розрізнення 2009 року повністю не набули широкого вжитку. 

#### Реформа2016року
05.07.2016 року був затверджений Президентом України «Проєкт однострою та знаки розрізнення Збройних Сил України», де серед іншого були розглянуті зміни серед військових звань та нові знаки розрізнення військовослужбовців, які стали відрізнятися від попередніх побудованих за радянським зразком.
Здебільшого нововведенні знаки розрізнення солдатського, матроського, сержантського та старшинського складу були побудовані на основі знаків розрізнення 2009 року. 

#### Зміни2017року
18.07.2017 року вийшов наказ Міністерства оборони України №370 «Про затвердження Зразків військової форми одягу та загальних вимог до знаків розрізнення військовослужбовців та ліцеїстів військових ліцеїв» , де частково затверджуються нововведення 2016 року. Так вводилися перехідні знаки розрізнення зі збереженням старих військових звань зразку 1991 року. Старшина ІІ статті отримав по два кути на погон чи нашивку.
20.11.2017 року виходить наказ Міністерства оборони України №606 де уточнюються правила носіння і використання однострою військовослужбовцями. Для корабельного складу ВМС знаками розрізнення стають стрічки на рукавах та на погонах.

#### Зміни2019року
В 2019 році Верховна рада України, затвердила законопроєкт яким скасовувалися звання прапорщик та мічман, а також вводилися нові сержантські та старшинські звання. Так до сержантського та старшинського складу входили звання: молодший сержантський та старшинський склад (старшина ІІ статті, старшина І статті), старший сержантський та старшинський склад (головний старшина, головний корабельний старшина, штаб-старшина), вищий сержантський та старшинський склад (майстер-старшина, старший майстер-старшина, головний майстер-старшина) .

#### Реформа2020року
30.06.2020 року виходить наказ Міністерства оборони України №238 «Про внесення змін до наказу Міністерства оборони України від 20 листопада 2017 року  №606» , де фігурують нові сержантські та старшинські звання та надано опис знаків розрізнення. 
4 листопада 2020 року виходить наказ Міністерства оборони України №398 «Про затвердження Змін до Правил носіння військової форми одягу та знаків розрізнення військовослужбовцями Збройних Сил України, Державної спеціальної служби транспорту та ліцеїстами військових ліцеїв», де серед іншого надавався опис знаків розрізнення та опис одностроїв, а також надано зображення знаків розрізнення. До старшинського складу стали входити звання: старшина ІІ статті, старшина І статті, головний старшина, головний корабельний старшина, штаб-старшина, майстер-старшина, старший майстер-старшина, головний майстер-старшина.
Знаки розрізнення побудовані на комбінації шевронів (кутів) та дугових шевронів, які розміщені на погоні чи нашивці. Знаками розрізнення старшини ІІ статті залишилися два кути на погоні. 
Попередні знаки розрізнення старшини ІІ статті, Україна
|           |
| 1991-2016 |

## Інші держави
- ⇒ азерб. İkinci dərəcəli starşina
- ⇒ біл. Старшына другой стацці
- ⇒ лит. Antro laipsnio viršila
- ⇒ рос. Старшина второй статьи

### СРСР(1940-1991)
Військове звання старшина II статті вперше введене 2 листопада 1940 року в Робітничо-селянському Червоному флоті. З 11 червня 1942 до звань військовослужбовців гвардійських кораблів наказано попереду додавати слово «Гвардійського екіпажу…» (наприклад, «Гвардійського екіпажу старшина II статті»).
На Російському імператорському флоті серед унтер-офіцерських чинів були присутні чини унтер-офіцер, боцманмат та боцман. 16 грудня 1917 року після Жовтневого перевороту декретом радянського керівництва були скасовані всі чини, звання та титули часів Російської імперії. 
Після скасування персональних військових звань, в Радянській Росії (а з 1922 року в СРСР) склалася система вжитку посадових рангів. Знаки розрізнення Червоного Флоту, як і попередні часів Тимчасового уряду базувалися на комбінації стрічок різної ширини. В 1921-1923 роках серед посад в РСЧФ були присутні посади старшини та головного старшини (командиру взводу екіпажів і півекіпажу). В 1923-1924 роках серед посад в РСЧФ були присутні посади старшина, головний старшина, головний старшина-спеціаліст.
В 1924 році наказом РВР СРСР №807 від 20 червня 1924 року затверджені командно-стройові посади , з відповідними знаками розрізнення. До рядового та молодшого командного та начальницького складів відносилися посадові ранги з першої по другу категорії (К-1, К-2). До категорії К-1 відносився посадовий ранг – старшина-спеціаліст, до категорії К-2 відносився посадовий ранг – головний старшина-спеціаліст, старшина роти, старшина бойової частини. 
У 1934 році категорії були декілька змінені: до другої категорії відносився старшина групи та старшина роти. Знаками посадового рангу серед молодшого командного складу були вузькі (0,6 мм завширшки) золотисті чи жовті стрічки, кількістю за рангом, над якими розташовувалася червона п’ятипроменева зірка з золотою облямівкою. Приналежні до категорії К-1 мали на рукаві дві стрічки, приналежні до категорії К-2 мали на рукаві три (старшина групи, боцман, помічник командира взводу) чи чотири (старшина роти, головний боцман) вузькі стрічки.
22 вересня 1935 року у СРСР були введені персональні військові звання. Система військових звань командного складу здебільшого збігалася з колишньою системою військових чинів Російської імперії. Серед рядового та молодшого командного складу флоту були присутні звання: червонофлотець, командир відділення, старшина, головний боцман. 
У 1940 році були введені генеральські та адміральські звання, які не мали прямого співвідношення зі старими званнями вищого командного складу. Також змінюються військові звання рядового складу та молодшого командного і керівного складу флоту, з’являються звання: старший червонофлотець (рядовий склад), старшина ІІ статті, старшина І статті, головний старшина, мічман. За знаки розрізнення старшина ІІ статті отримав одну вузьку стрічку на рукав вище якої була червона зірка з золотою облямівкою. 
В 1943 році в Червоній армії та флоті вводяться нові знаки розрізнення, які наближаються до знаків розрізнення армії та флоту Російської імперії. Старшина ІІ статті отримує погони з двома вузькими стрічками («личками»). На погонах розміщувалася шифровка яка вказувала на приналежність військовика до флоту чи флотилії (напр. БФ- Балтійський флот, ТФ- Тихоокеанський флот). Слід зауважити, що на імперському флоті (до 1917 року) такі знаки розрізнення мав унтер-офіцер.
Звання проіснувало до розпаду СРСР у 1991 році і увійшло військову ієрархію більшості держав які утворилися на його уламках.

Знаки розрізнення старшини ІІ статті різних держав

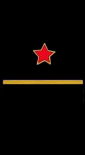
Старшина ІІ статті РСЧФ СРСР (1940-1943)
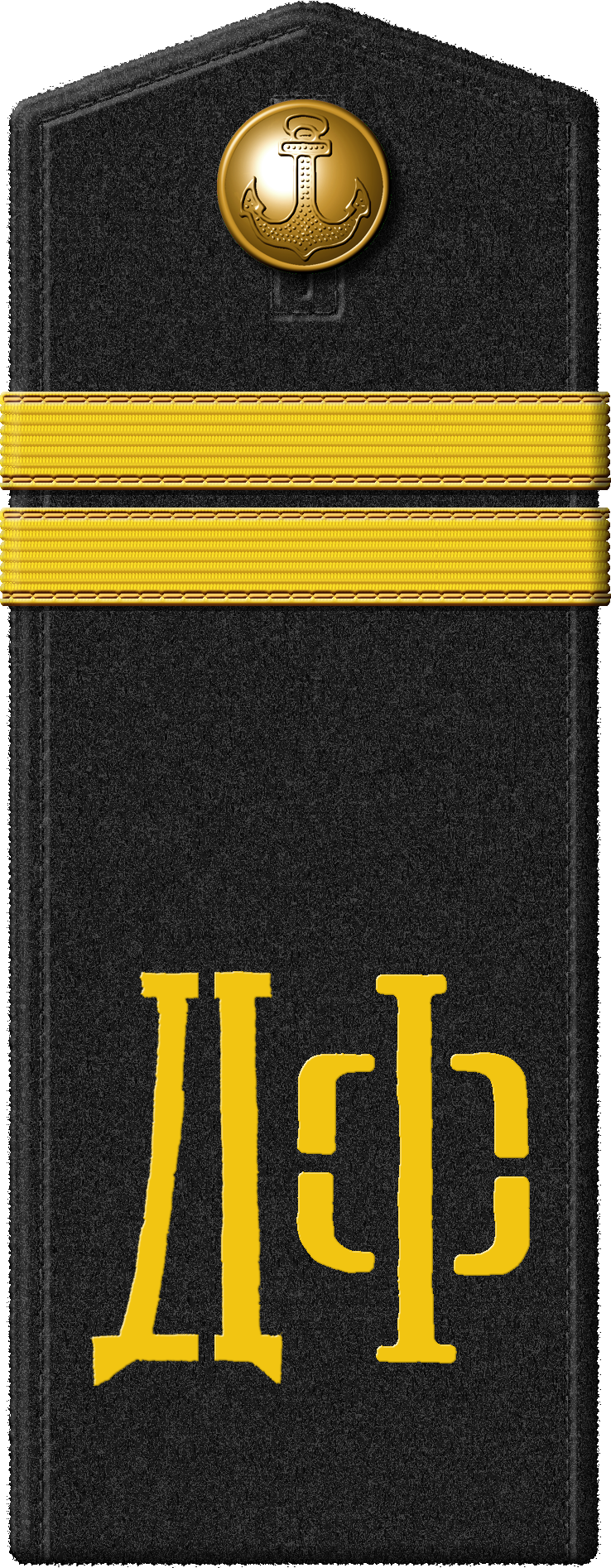
Старшина ІІ статті РСЧФ СРСР (1943-1946)
Старшина ІІ статті ВМС СРСР (1955-1991)
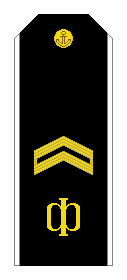
Старшина ІІ статті  Російського флоту (1994-2010)
Старшина ІІ статті  Російського флоту (з 2010)
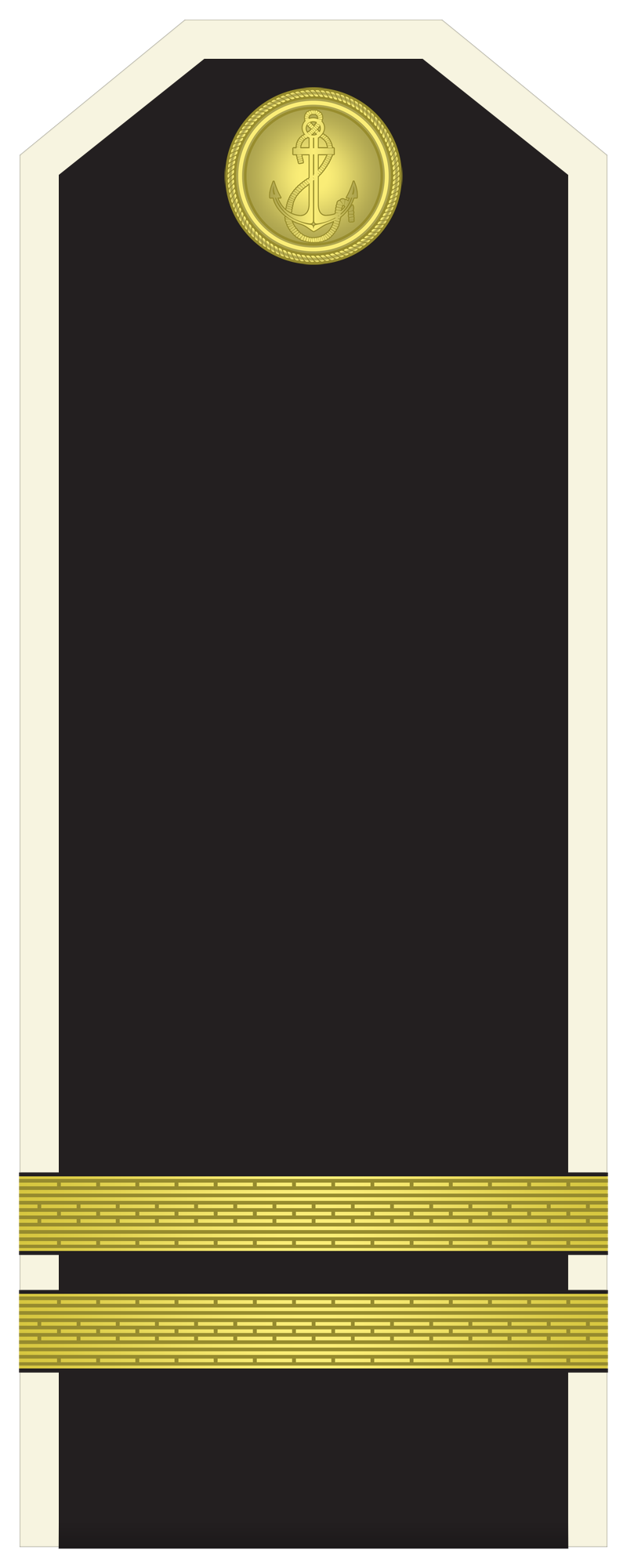
Старшина ІІ статті Військово-Морських сил Болгарії